# سيرو جي فريتاس فالي
سيرو جي فريتاس فالي (16 أغسطس 1896 - 7 نوفمبر 1969) محامٍ ودبلوماسي برازيلي.
كان الرئيس الثاني لمجلس الأمن التابع للأمم المتحدة من 17 فبراير 1946 إلى 16 مارس 1946. خلال الحرب العالمية الثانية كان فريتاس فالي وزيرًا في برلين وعمل بنشاط ضد الهجرة اليهودية إلى البرازيل.